# Автожир
Автожи́рът (на гръцки: αύτός – сам, на гръцки: γύρος – кръг; среща се и като жирокоптер) е летателен апарат, подемната сила при който се създава от свободно въртящ се носещ винт.
Спада към семейството на летателните апарати винтокрили, заедно с придобилия огромна популярност и разпространение хеликоптер. Той има повече историческо значение като летателен апарат, тъй като е основата за изучаването и създаването на този тип летателни машини и бъдещето развитие на хеликоптерите.

## Принцип на полета
Тягата за хоризонтален полет се създава чрез двигател и стандартен теглещ или тикащ въздушен винт, което налага при излитане и кацане летателния апарат да има кратък пробег. Това е приликата със самолета. Режимът на самовъртене или авторотация на носещия винт не се създава чрез двигател и от неговото директно задвижване, а от насрещния въздушен поток. Хеликоптерите също могат да летят на авторотация при неработещ двигател, като режимът се използва при аварийно кацане.
Подемната сила за осъществяване на полета се създава в резултат на аеродинамичните сили на носещия винт, който е поставен с лек наклон назад върху конзолата си срещу въздушния поток. Така този винт с профил на крило и с положителен ъгъл на атака срещу потока не само се саморазвърта, но създава носеща повърхност и подемна сила, издигаща апарата във въздуха.

## История
Първият успешен полет е извършен на 9 януари 1923 г. в Испания с автожир „С-4“, конструиран от Хуан де Ла Сиерва, и пилот Алехандро Спенсър. Машината се издига на няколко метра и успешно се приземява. Малко по-късно със същата машина е извършен първият полет по маршрут с дължина 4 km и средна скорост 60 km/h.
На 18 септември 1928 г. за първи път е направен полет над Ламанша с автожира „С-8“, пилотиран от конструктора Хуан де Ла Сиерва.